# Stift Griffen

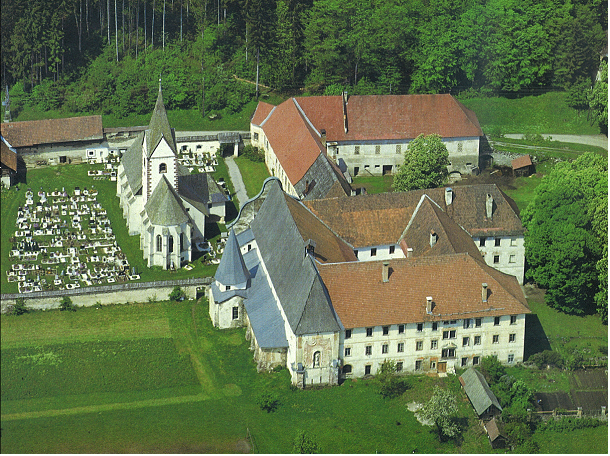
Stift Griffen heute

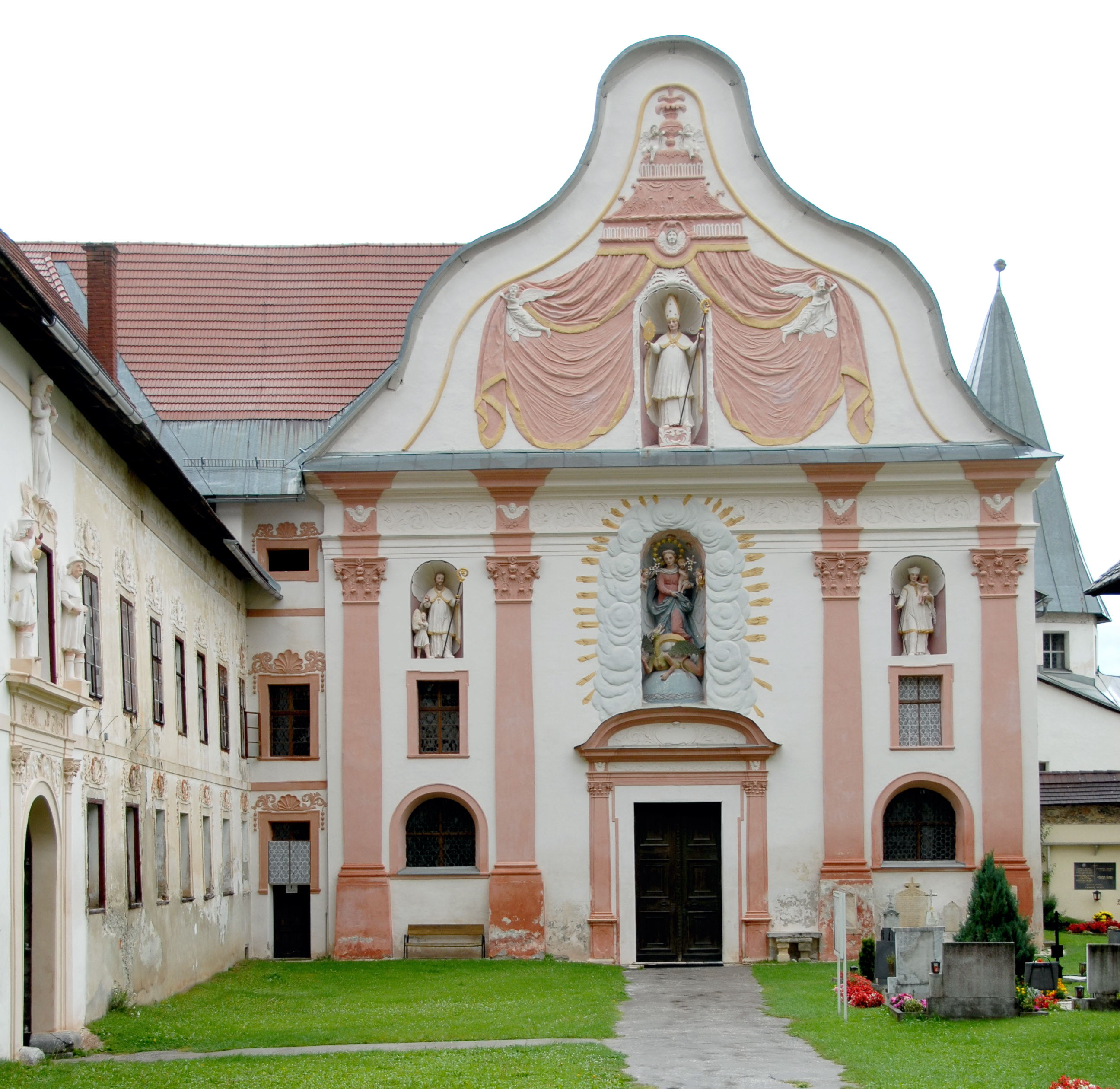
Westfassade der Stiftskirche mit Portal

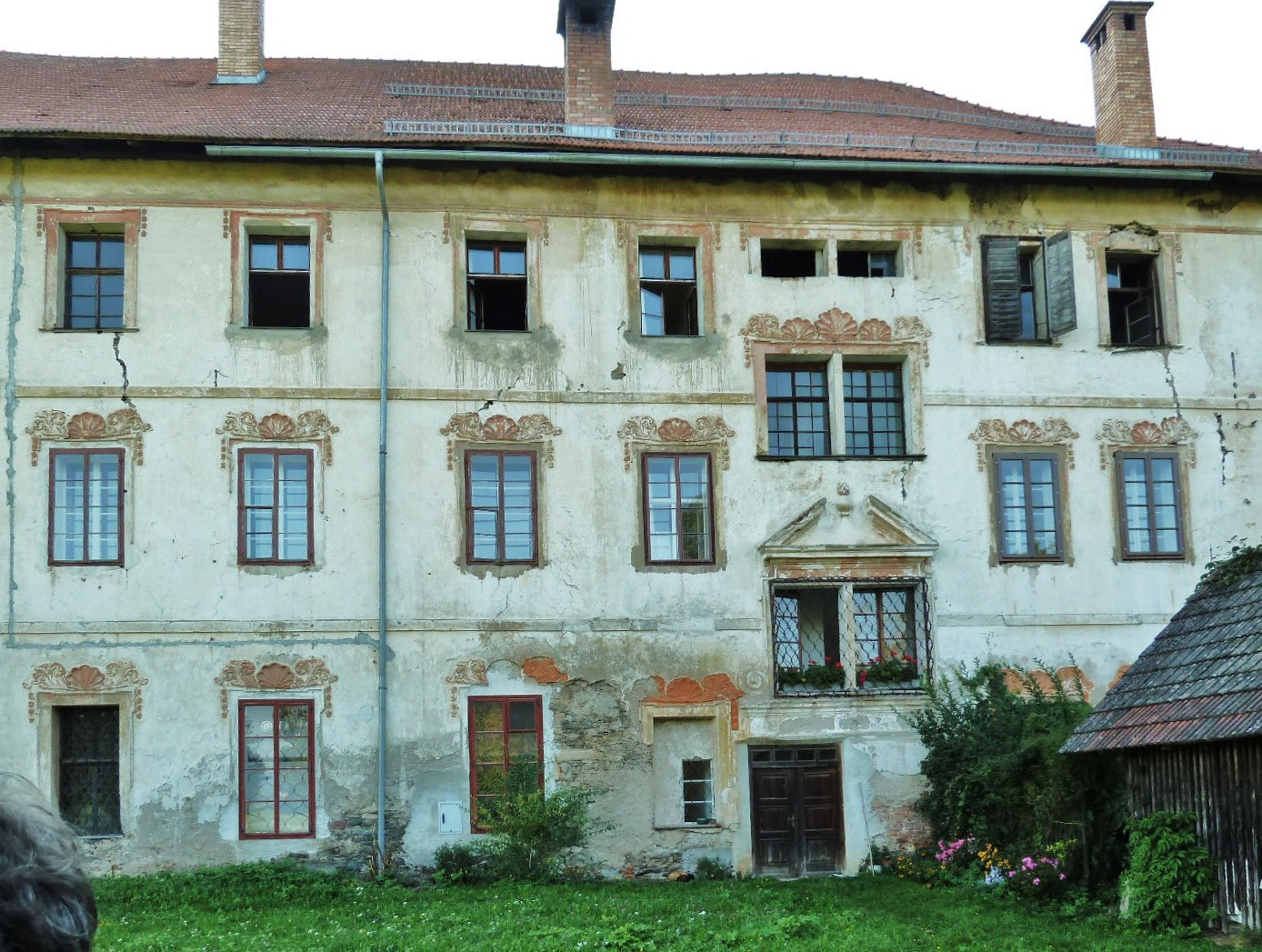
Barocke, sehr restaurierungsbedürftige Ostfassade des Stifts

Das ehemalige Prämonstratenser-Chorherrenstift St. Maria in Griffental, kurz Stift Griffen genannt, liegt westlich vom Markt Griffen in Kärnten. Es besteht aus einer im Kern romanischen Stiftskirche, den nordwestlich angrenzenden barocken Stiftsgebäuden und ist von einer hohen, gotischen Wehrmauer umgeben. Die Errichtung des Klosters in der ersten Hälfte des 13. Jahrhunderts beeinflusste wesentlich die Entwicklung der Region bzw. des Marktes Griffen.

## Geschichte
1236 beschloss Bischof Eckbert von Bamberg bei der bereits bestehenden alten Pfarrkirche in Oberndorf ein Stift zu gründen, dessen Chorherren aus dem Stift Vessra in Thüringen beordert wurden. Dieses Kloster war das einzige Prämonstratenserkloster in Kärnten und es blieb die einzige Niederlassung der Prämonstratenser in Innerösterreich. Die Mitglieder des Prämonstratenserordens werden auch Norbertiner (nach ihrem Gründer Norbert von Xanten) genannt, sie sind mehrheitlich Priester mit einer auffälligen weißen Tracht und konzentrieren sich vor allem auf die Seelsorge und das gemeinsame Gebet. In der Gründungszeit waren sie außerdem für ihre strenge Disziplin bekannt (Stillschweigen, Handarbeit und strenges Fasten (Verzichtet auf den Verzehr von Fleisch)). 1237 wurden die Besitzungen des neuen Stiftes, die aus „26 Huben, drei Weingärten bei Wolfsberg samt zwei Gärten, einem Wald beim Kloster und einer Schwaige an der Saualpe“ bestanden, von Papst Gregor IX. bestätigt. 1272 wurden das Kloster und die neue Stiftskirche Maria in Haslach (Maria Himmelfahrt) fertiggestellt und durch den Bischof Herbert von Lavant geweiht.
Am Anfang des 16. Jahrhunderts errichteten Kirchhof und Stift eine gemeinsame Befestigung mit Schießscharten und einem Wehrgang (Reste davon sind bis heute erhalten), um das Stift und die dazugehörenden Gebäude vor etwaigen Türkeneinfällen zu schützen (in den Jahren 1473 bis 1483 wurde Kärnten fünfmal von den Türken überfallen, die auch nicht vor Kirchen zurückschreckten, welche von der Bevölkerung oft als Zufluchtsstätten benützt wurden). 1648 vernichtete ein Brand unter anderem das Wirtshaus, den Pferdestall und Teile des eigentlichen Klosters. 1750 löste das Feuer eines Ofens einen Kaminbrand aus, der das Dach entflammte und durch den das Stift mitsamt wichtigen Wertpapieren und Dokumenten niederbrannte.
1786 wurde das Stift vor allem aus wirtschaftlichen Gründen (der Brand einige Jahre zuvor führte zu einer erneuten Verschuldung) durch Joseph II. aufgehoben und die Stiftskirche wurde Pfarrkirche.
Heute ist im 1. Geschoß des Stiftes eine Ausstellung über Leben und Werk von Peter Handke untergebracht.

## Bauwerke

### Stiftsgebäude
Reich ausgestattetes Kreuzgangportal mit Darstellung des hl. Norbert, Gründers des Prämonstratenserordens.
Die Kilian Pittner zugeschriebene Stuckdecke im ehemaligen Refektorium aus der ersten Hälfte des 18. Jahrhunderts zeigt u. a. symbolische Darstellungen der Ordensregeln.

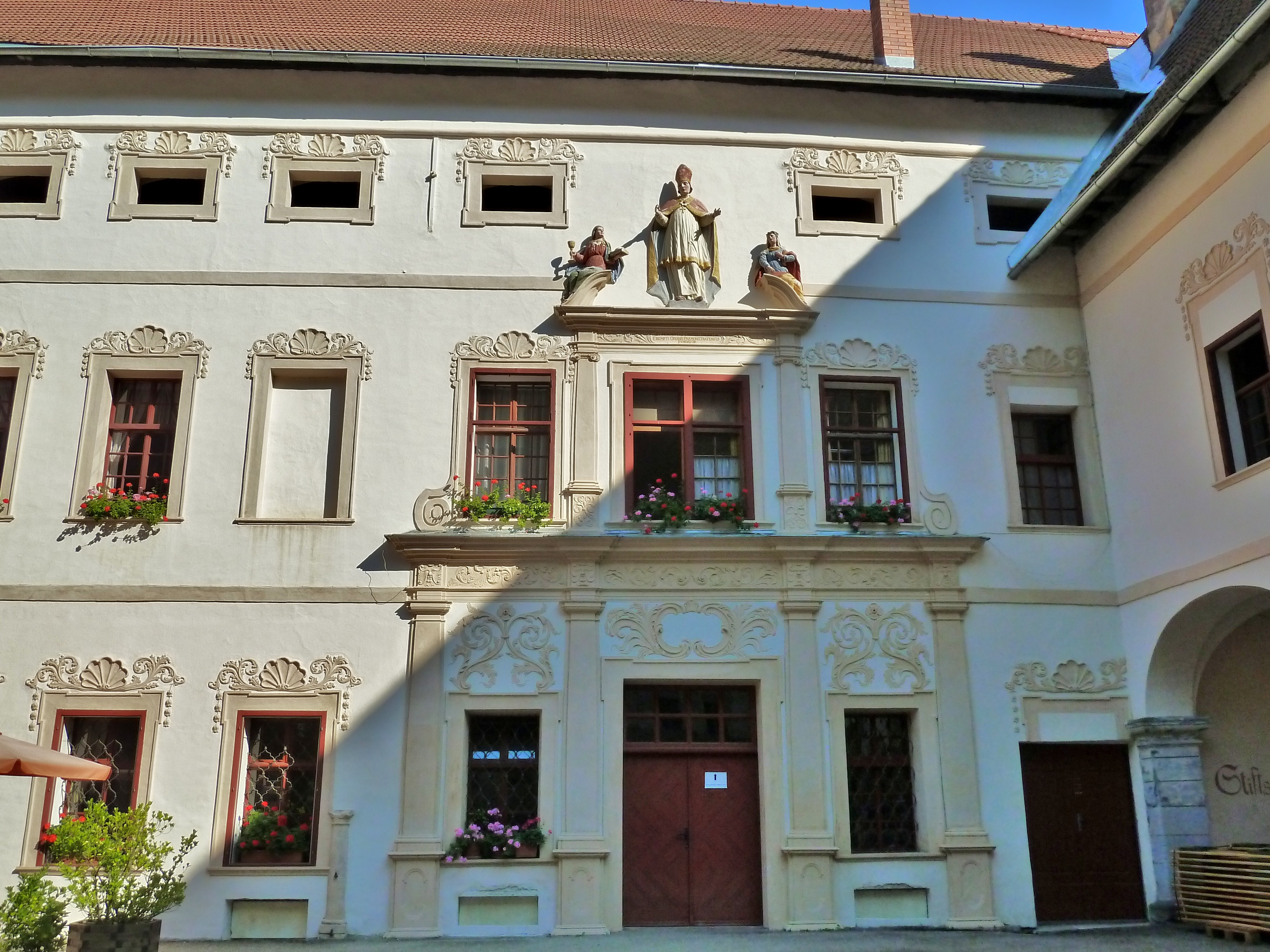
Kreuzgangportal
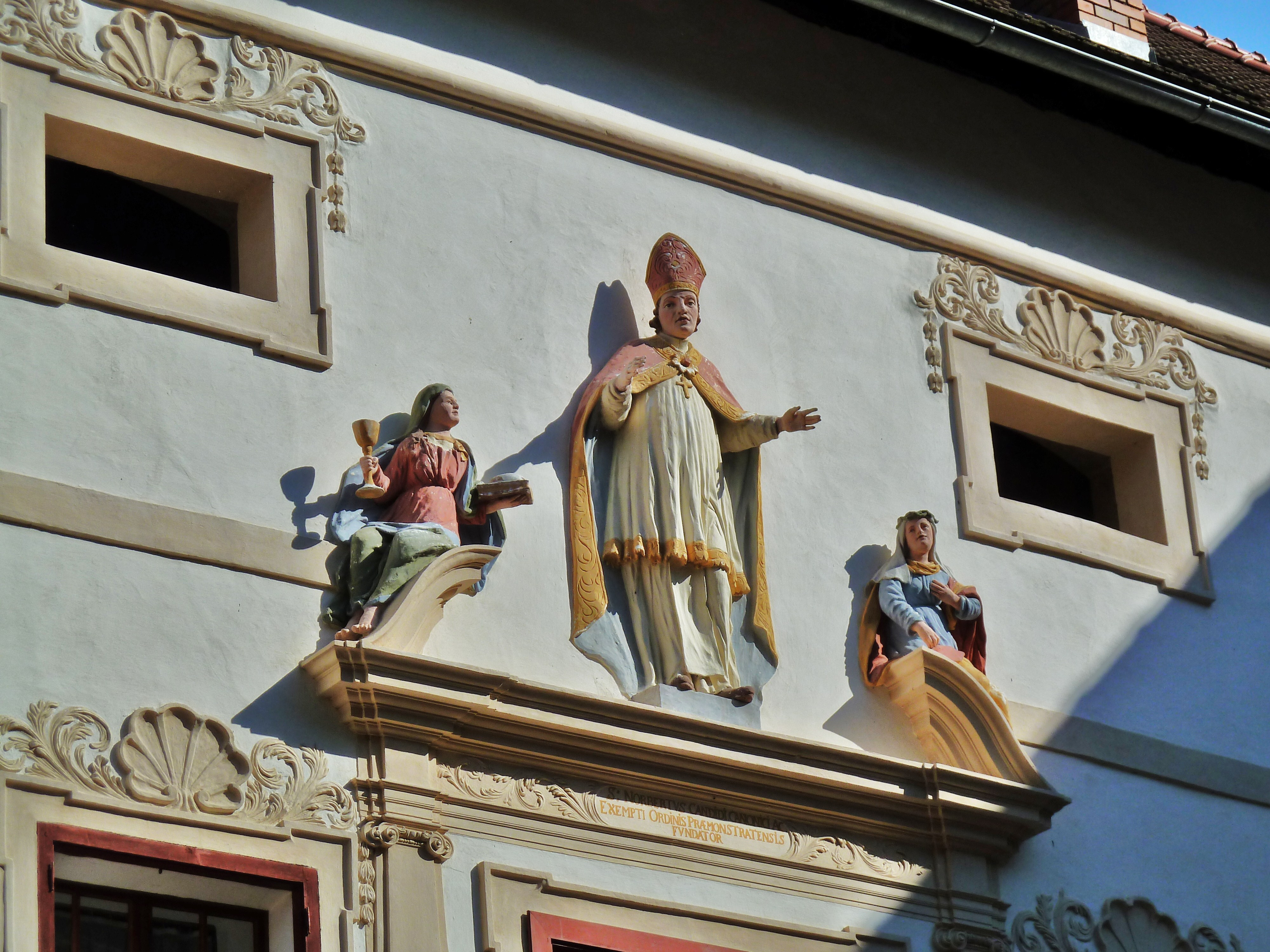
Statue des hl. Norbert über dem Kreuzgangportal
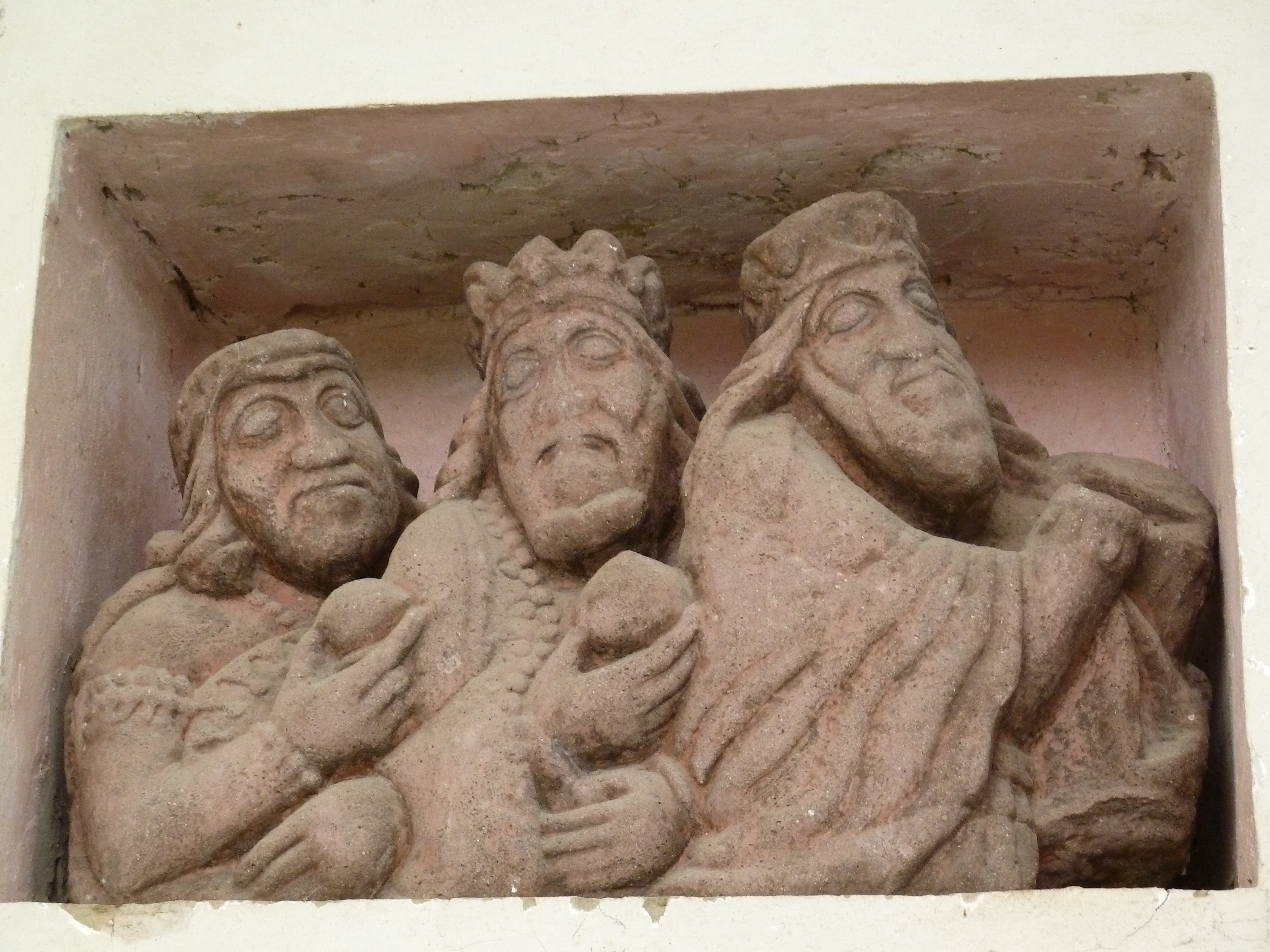
Kreuzgang. Romanische Darstellung der Heiligen Drei Könige

### Stiftskirche Maria Himmelfahrt

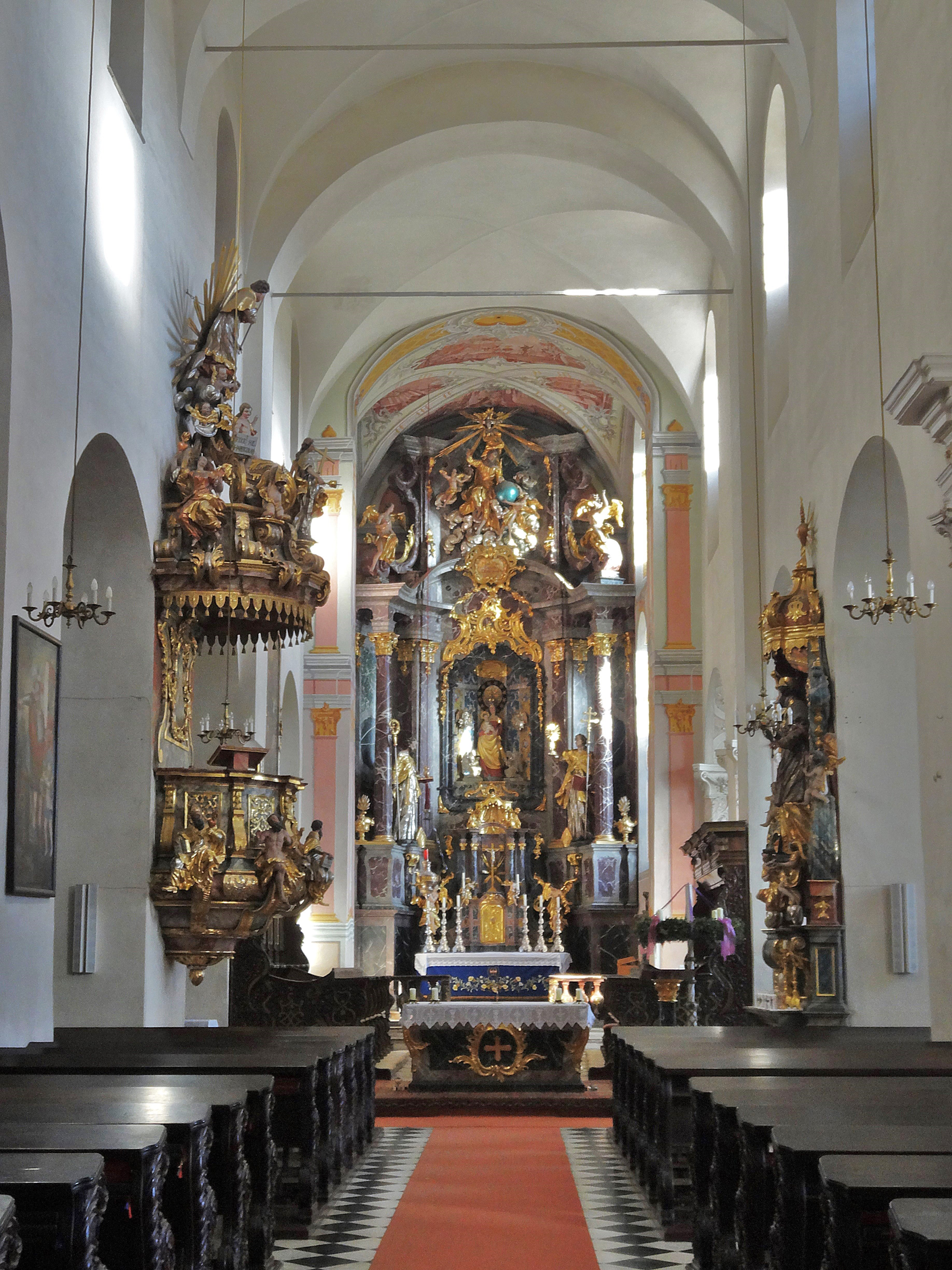
Innenansicht der Stiftskirche mit Hochaltar

Die spätromanische dreischiffige Pfeilerbasilika lag ursprünglich außerhalb der ehemaligen wehrhaften Kirchhofmauer, schnitt jedoch mit ihrer Fassade in den nordöstlichen Teil der Kirchhofmauer ein. Die erste urkundliche Erwähnung stammt aus dem Jahr 1272. Nach dem Brand von 1648 kam es zu entscheidenden Veränderungen, der Innenraum blieb aber romanisch. Im barocken Hochaltar steht eine spätgotische Steinmadonna, zu beiden Seiten die Heiligen Augustinus und Norbert. Am Korb der barocken Kanzel befinden sich Statuetten der Kirchenväter; der Schalldeckel zeigt reichen Figurenschmuck. Zudem existieren Deckenmalereien und zahlreichen Grab- und Wappensteine an den Wänden und Pfeilern (z. B. Herr von Weissenegg, † 1498; Friedrich Ritter von Völkermarkt, † 1358; Propst Heinrich II. Quirill, † 1537). Vom rechten Seitenschiff öffnet sich eine Seitenkapelle mit lichtdurchfluteter Kuppel über einem barocken Marienaltar.

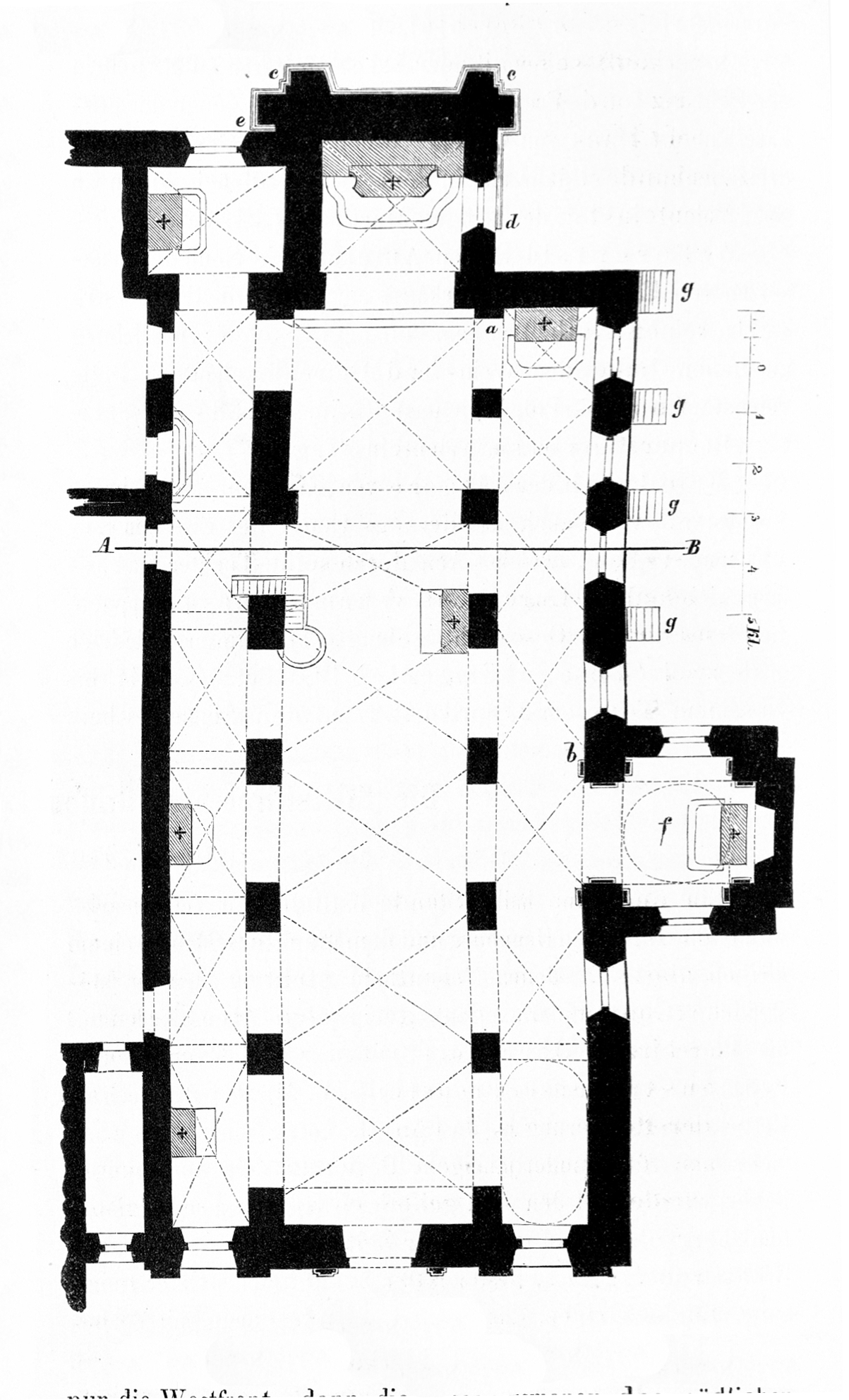
Stiftskirche, Grundriss
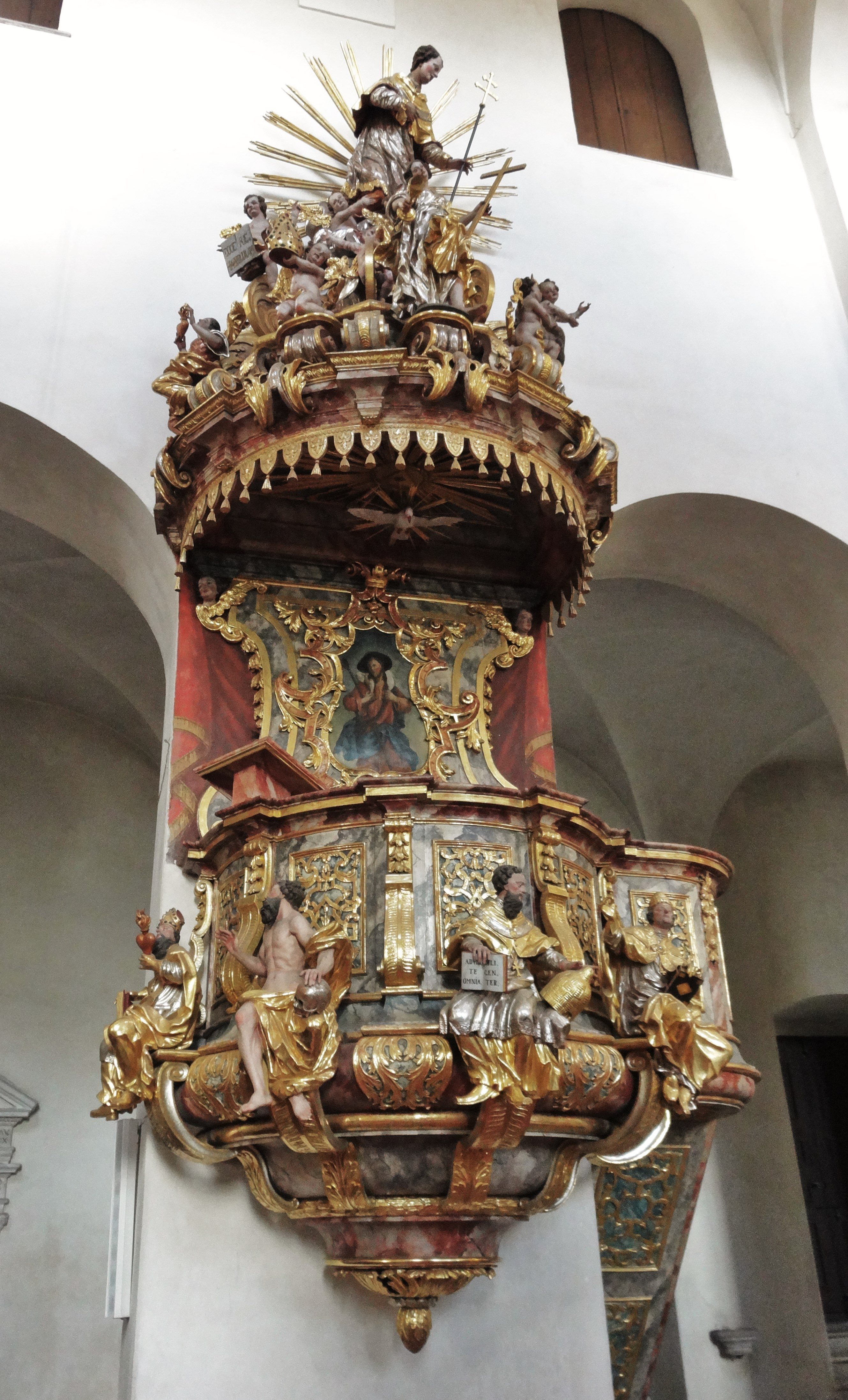
Die barocke Kanzel
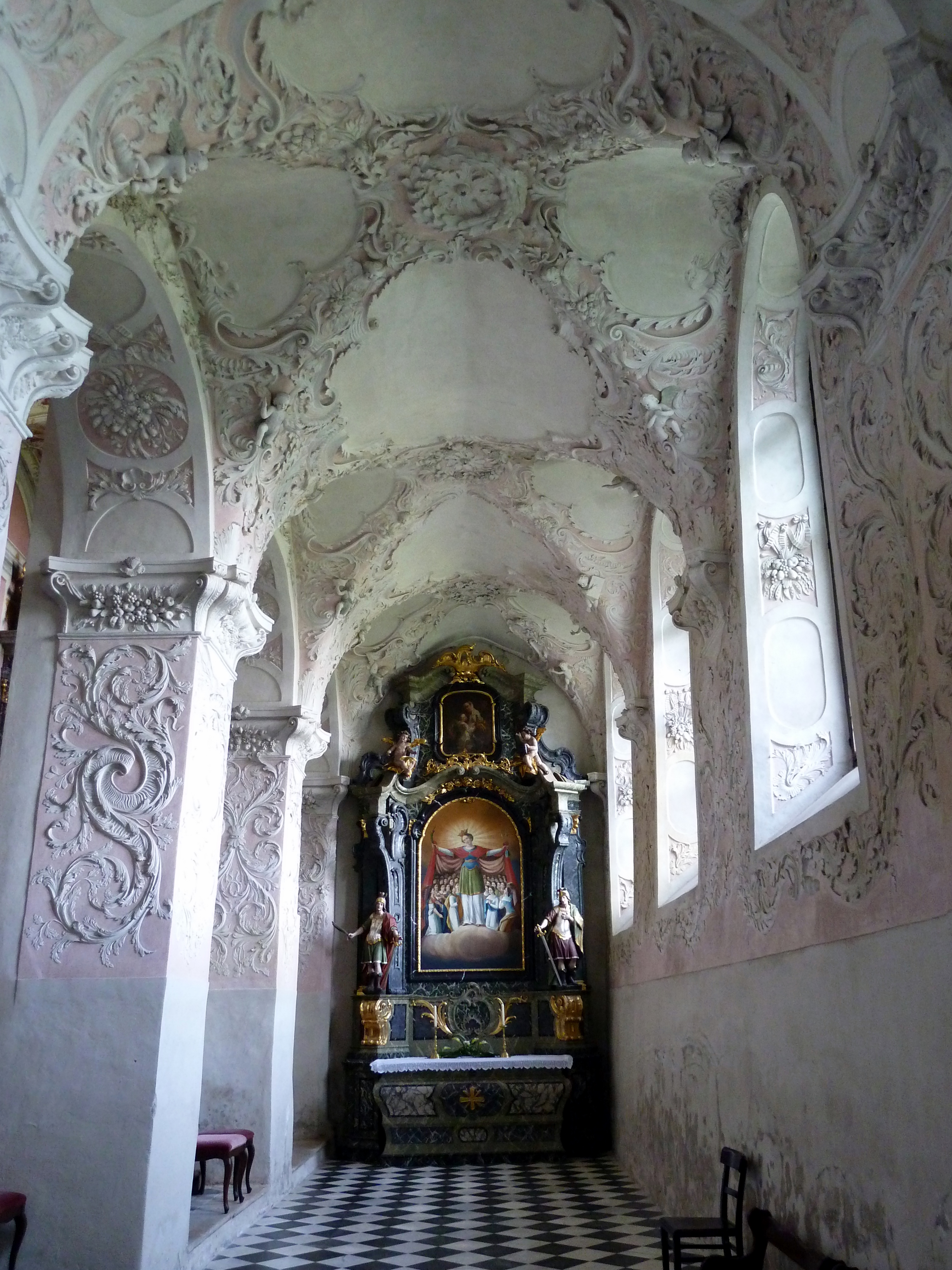
Rechtes Seitenschiff mit Altar
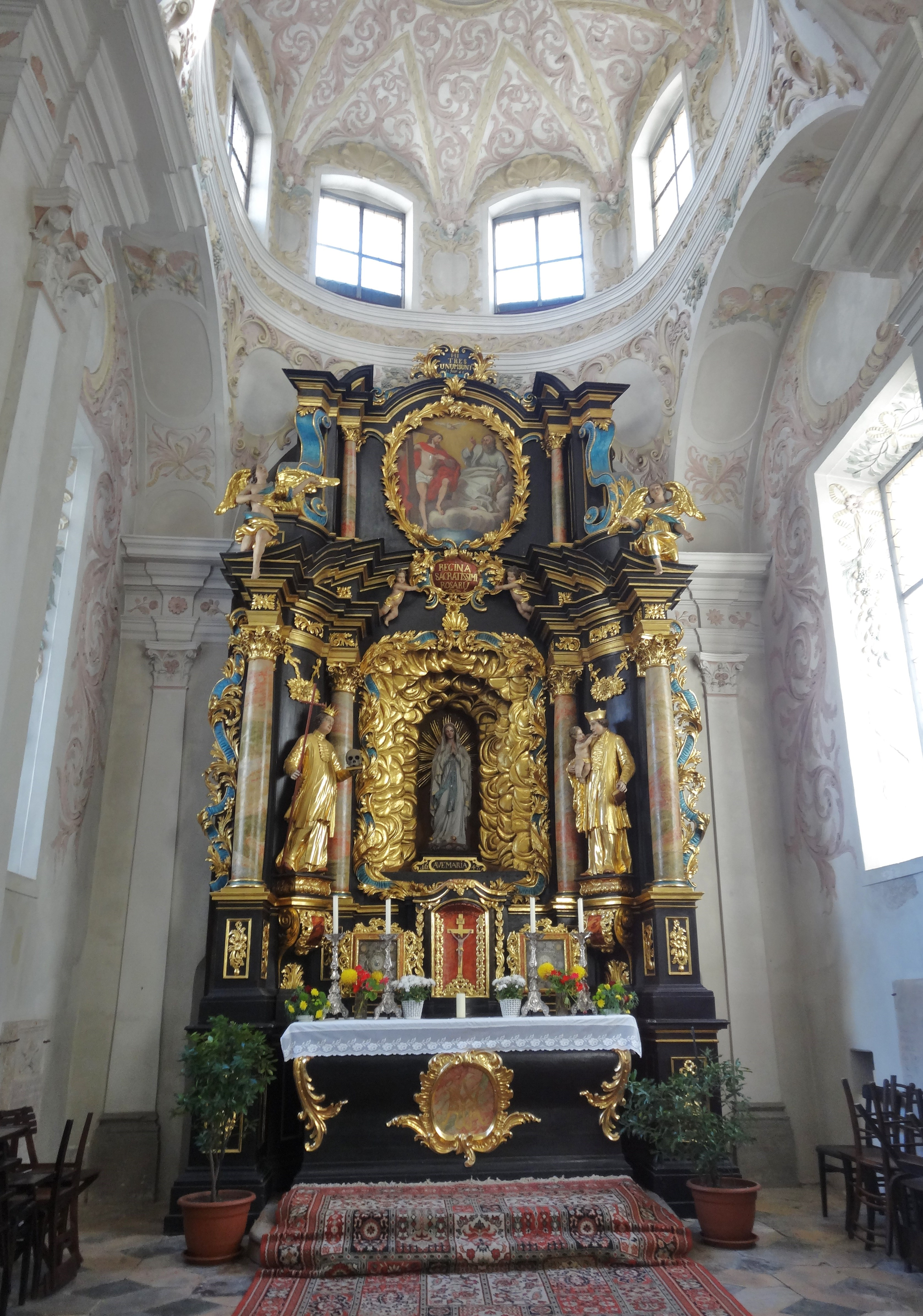
Blick in die Seitenkapelle mit barockem Marienaltar

### Alte Pfarrkirche

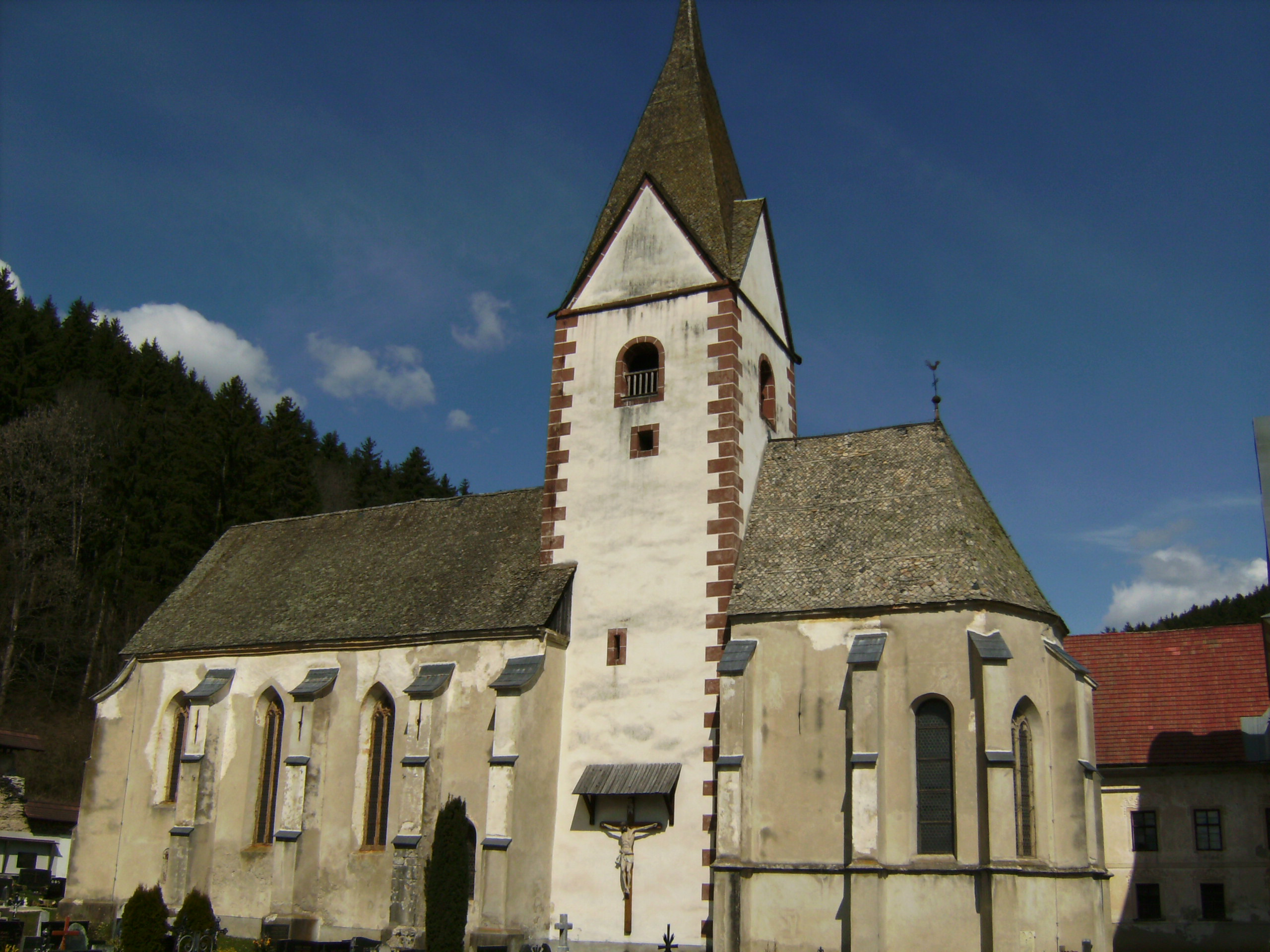
Alte Pfarrkirche

Die Alte Pfarrkirche bildet heute das Zentrum des Friedhofs und liegt in der Mitte des ehemaligen Kirchhofs. Erstmals ist die Kirche 1235 als Sitz einer Propstei genannt. Sie ist ein romanischer Bau aus der ersten Hälfte des 13. Jahrhunderts, der in der Gotik und im Barock erweitert und verändert wurde. In den 1960ern wurden an den Altarraumwänden Wandmalereien aus der Gründungszeit freigelegt, auf denen Heinrich II. und dessen Gemahlin Kunigunde dargestellt sind.

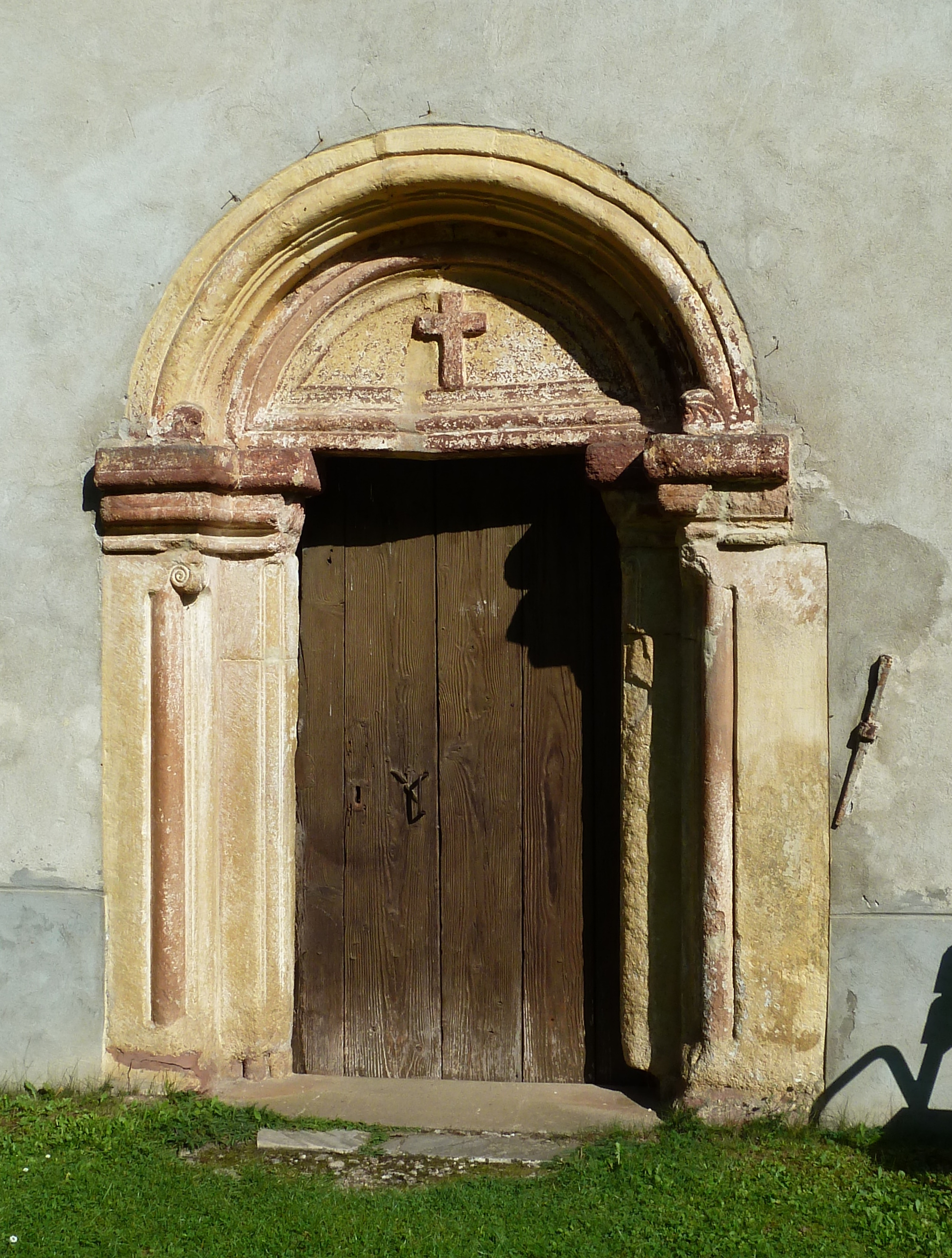
Alte Pfarrkirche, romanisches Portal
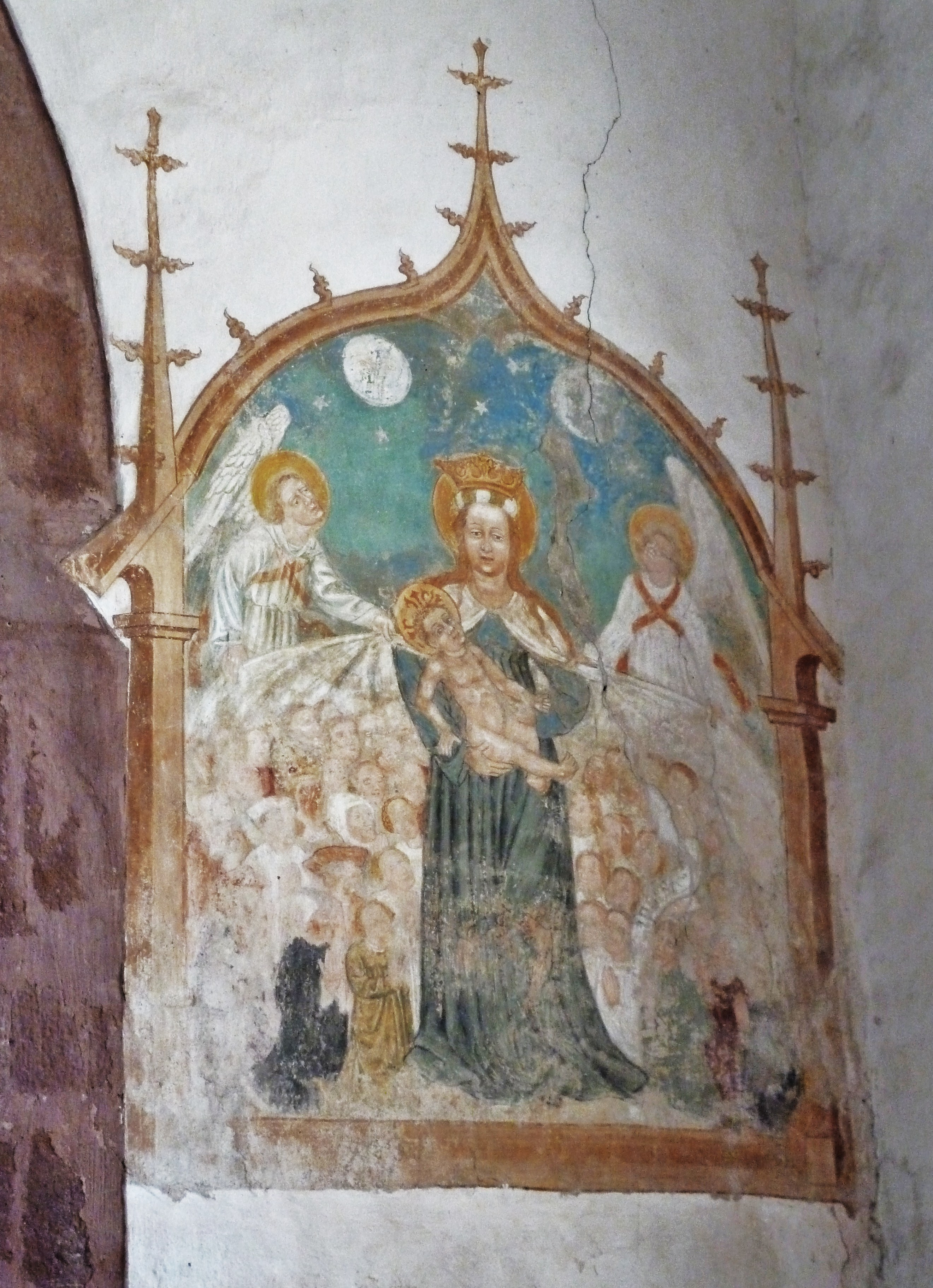
Alte Pfarrkirche, gotische Wandmalerei: Schutzmantelmadonna
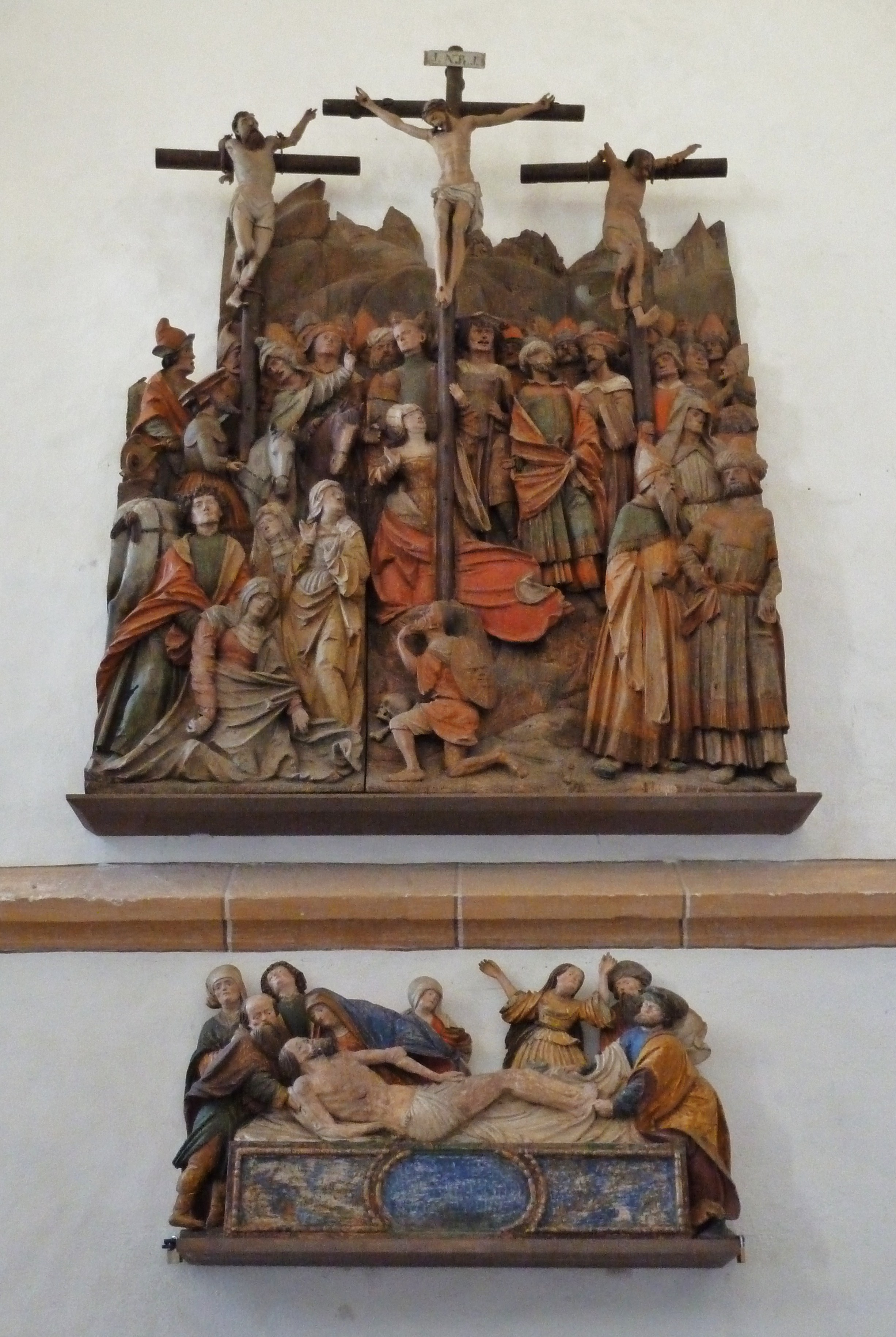
Alte Pfarrkirche, spätgotische Reliefs: Kreuzigung und Beweinung Christi
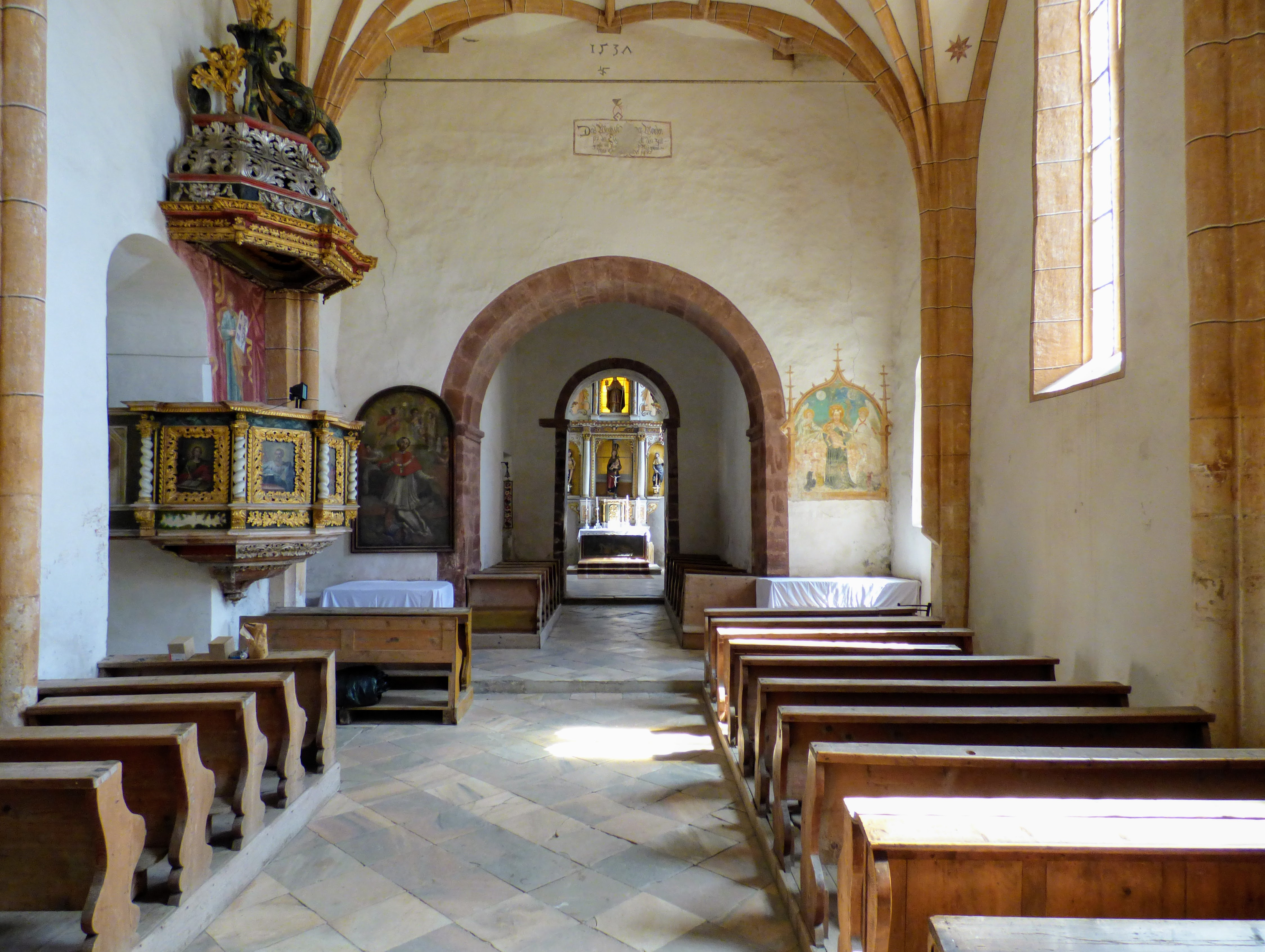
Alte Pfarrkirche, Inneres

### Laubenbau („Mönchshäusl“)
Der Bau liegt nordwestlich des Stiftes und wurde 1689 durch Propst Rupert als Garten- und Lusthaus errichtet, das ihm auch als Rückzugsort diente.

## Persönlichkeiten
- Alois Poltnigg (1871–1914), Stadtbaumeister in Villach und Politiker, hier geboren